# Kammu
L'Emperador Kanmu (桓武天皇, Kanmu Tennō) (737-806) va ser el va ser el 50è emperador del Japó d'acord amb l'ordre de successió tradicional.
Durant el seu regnat (781-806) la capital es va mudar de Heijōkyō a Nara, primer a Nagaoka i més tard a Heian (Kyoto). Això va marcar el començament de l'era Heian de la història japonesa. Va ser un emperador actiu que va disposar de noves organitzacions governamentals i va lluitar contra les tribus Ezo del nord del país.